# Mike Ford (rugby)

a Compétitions nationales et continentales officielles uniquement.

b Matchs officiels uniquement.
Dernière mise à jour le 4 avril 2017.
Mike A. Ford, né le 18 novembre 1965 à Oldham, est un joueur anglais de rugby à XIII et entraîneur de rugby à XV. Depuis 2019, il est entraîneur adjoint des Leicester Tigers.
Deux de ses fils jouent également au rugby : George joue pour Leicester Tigers, Joe pour Yorkshire Carnegie.

## Carrière de joueur
Il a étudié à la Saddleworth School de 1976-1981.
Ford a joué en rugby à XIII en tant que demi de mêlée, il a joué pour Wigan, Leigh, Oldham (deux fois), Sydney Roosters, Castleford (deux fois), pour les South Queensland Crushers, les Warrington, les Wakefield Trinity et Bramley. Il a été sélectionné dix fois dans l'équipe de Grande-Bretagne.
Le dimanche 6 octobre 1985, il joue demi de mêlée lorsque Wigan s'impose 14 à 8 sur la Nouvelle-Zélande au Central Park de Wigan. La même année, le dimanche 13 octobre 1985, il obtient la victoire sur Warrington (34 à 8) en finale de la Lancashire Cup lors de la saison 1985-1986 au Knowsley Road à St Helens. Le samedi 11 janvier 1986, il joue demi de Mêlée avec les Wigan Warriors en finale du John Player Special Trophy pour une victoire 18 à 4 sur les Hull Kingston Rovers au Elland Road de Leeds. La saison suivante, le dimanche 19 octobre 1986, il joue de nouveau la finale de la Lancashire Cup, en tant que demi de Mêlée. Il marque un essai, et est nommé  homme du match à la suite de la victoire de son équipe sur un score de 27 à 6 sur Oldham
Il rejoint ensuite les Oldham Roughyeds. Ils sont battus en finale de Lancashire Cup par Warrington sur un score de 16 à 24 en 1989, au Knowsley Road de Saint-Helens.
En 1991, il quitte Oldham pour rejoindre les Castleford Tigers. Le dimanche 20 octobre 1991, il joue et marque un essai en finale de Yorkshire Cup. Son équipe s'impose, avec une victoire 28 à 6, sur les Bradford Northem au Elland Road de Leeds. Le samedi 22 janvier 1994, il joue demi de Mêlée pour les Castleford Tigers pour une victoire en finale de Regal Trophy sur un score de 33 à 2 contre Wigan lors de la saison 1993-1994 au Headingley Stadium de Leeds. Ford est inscrit dans le temple de la renommée des Castleford Tigers.
Il part ensuite jouer en Australie mais il ne jouera que 15 matchs pour les South Queensland Crushers. Il revient alors jouer en Angleterre pour les Warrington Wolves puis de nouveau pour les Castleford Tigers.
Enfin, il devient entraîneur-joueur des Bramley Buffaloes en 1999 puis des Oldham Roughyeds en 2000 et 2001.

## Carrière d'entraineur
En 1999, il rejoint les Bramley Buffaloes en tant que joueur-entraîneur, puis Oldham dans un rôle similaire un an plus tard. Il a pris sa retraite en tant que joueur en 2001, après avoir guidé Oldham pour la finale de la Championship. Pendant qu'il était à Oldham, il a commencé à être un entraîneur de rugby à XV à la Dukinfield RUFC durant 5 saisons, remportant une coupe et deux promotions.

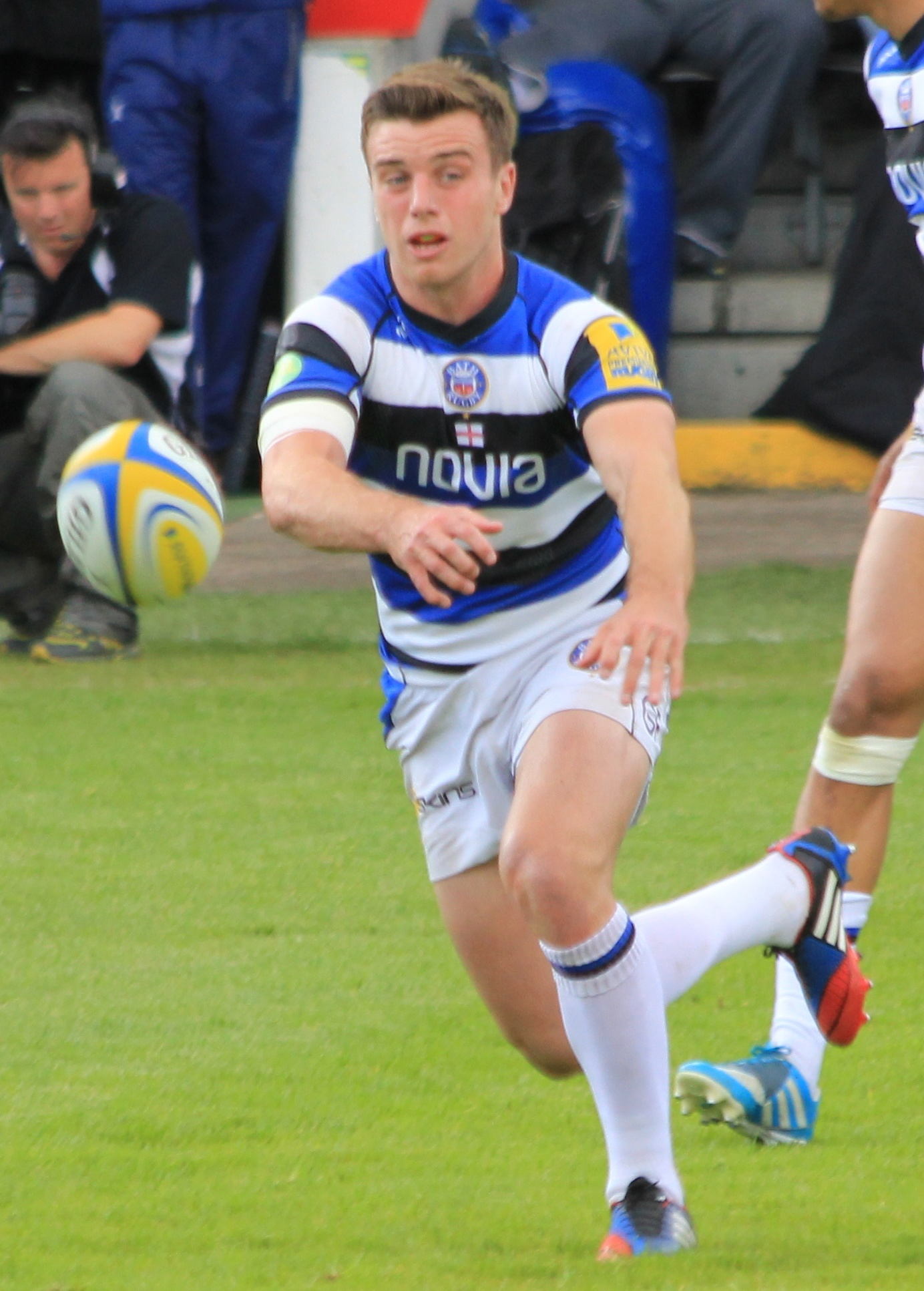
Mike Ford entraîne son fils George à Bath de 2013 à 2016.

Il quitte Oldham pour devenir le responsable de la défense de l'équipe d'Irlande de rugby à XV en janvier 2002, poste qu'il a occupé pendant 4 saisons, remportant une triple couronne et permettant à l'Irlande de passer à la 3e place dans le classement mondial. En septembre 2004, il a commencé à travailler comme entraîneur-adjoint responsable de la défense chez les Saracens. En 2005, il quitte son poste d'entraîneur de la défense de l'Irlande pour se consacrer à plein temps à la défense des Saracens. Il est ensuite entraîneur principal de l'équipe, mais en devient le vrai patron lorsque le directeur du rugby Steve Diamond est limogé en février 2006. Il est épaulé par l'ancien sélectionneur de l'Australie Eddie Jones, consultant technique du club. Pour la saison 2006-2007, les Saracens recrute un nouveau directeur du rugby : Alan Gaffney.
Il est nommé entraîneur de la défense pour la Midweek Team lors de la Tournée de l'équipe des Lions britanniques et irlandais de rugby à XV en 2005. L'équipe est invaincue pendant sept matchs.
En mai 2006, il est devenu l'entraîneur de la défense de l'équipe de rugby à XV d'Angleterre, laquelle a atteint la finale de la coupe du monde de rugby 2007, l'Angleterre réalisant un record. Il reste entraîneur de la défense de l'Angleterre jusqu'à la coupe du monde 2011.
Décidant de ne pas solliciter le renouvellement de son contrat, il rejoint ensuite le staff des entraîneurs au Bath Rugby. Il devient entraîneur en chef à Bath, en mai 2013 et mène l'équipe en finale du Challenge européen 2013-2014, perdue face aux Northampton Saints. En 2014-2015, Bath termine second du championnat et perd la finale contre les Saracens. Il quitte Bath en mai 2016, après une année où l'équipe termine 9e du championnat.
Arrivé en septembre 2016, comme entraîneur adjoint du Rugby club Toulonnais (sur le conseil de Jonny Wilkinson) pour épauler le nouveau manager Diego Dominguez, il remplace finalement l'argentin au poste d’entraîneur principal depuis le 24 octobre 2016. Il est assisté de Marc Dal Maso, entraîneur des avants. Le 20 mars 2017, le RCT annonce qu'il ne sera plus le manager de l'équipe professionnelle la saison prochaine. Il avait une année en option dans son contrat mais le club varois a décidé de ne pas la lever. Le 4 avril 2017, il est finalement écarté de la direction du RC Toulon avant la fin de la saison et est remplacé par Richard Cockerill, consultant auprès du staff depuis le mois de janvier.
Après avoir été un temps annoncé comme entraîneur de la franchise Dallas Griffins Rugby devant être amenée à jouer en Major League Rugby, Mike Ford s'engage finalement en septembre 2018 auprès de la Fédération allemande de rugby à XV pour devenir le sélectionneur de l'équipe nationale dans le cadre de leur qualification potentielle pour la Coupe du monde 2019,.
En 2019, il intervient auprès du club anglais des Leicester Tigers, d'abord en tant que consultant jusqu'à la fin de la saison 2018-2019, puis en tant qu'entraîneur de l'attaque auprès de l'entraîneur en chef Geordan Murphy. En 2020, l'encadrement est réorganisé. Il devient entraîneur de la défense auprès de Geordan Murphy (directeur du rugby) et Steve Borthwick (entraîneur en chef).

### Bilan par saison en tant qu'entraîneur
| Saison      | Club             | Division    | Poste              | Classement        | Coupe d'Europe             | Challenge Européen         |
| ----------- | ---------------- | ----------- | ------------------ | ----------------- | -------------------------- | -------------------------- |
| 2005 - 2006 | Saracens         | Premiership | Entraîneur en chef | 10e               | Éliminé en poule           | -                          |
| 2012 - 2013 | Bath Rugby       | Premiership | Arrières           | 7e                | -                          | Éliminé en quart-de-finale |
| 2013 - 2014 | Bath Rugby       | Premiership | Entraîneur en chef | 5e                | -                          | Défaite en finale          |
| 2014 - 2015 | Bath Rugby       | Premiership | Entraîneur en chef | Défaite en finale | Éliminé en quart-de-finale | -                          |
| 2015 - 2016 | Bath Rugby       | Premiership | Entraîneur en chef | 9e                | Éliminé en poule           | -                          |
| 2016 - 2017 | RC Toulon        | Top 14      | Manager            | 4e à son départ   | Éliminé en quart-de-finale | -                          |
| 2019 - 2020 | Leicester Tigers | Premiership | Attaque            | 11e               | -                          | Éliminé en demi-finale     |
| 2020 - 2021 | Leicester Tigers | Premiership | Attaque            | 6e                | -                          | Défaite en finale          |